# 21059 Penderecki
21059 Penderecki este un asteroid din centura principală, descoperit pe 9 aprilie 1991, de Freimut Börngen.